# والتر براغا نيتو
والتر براغا نيتو (من مواليد 11 مارس 1957) هو جنرال بالجيش البرازيلي ووزير دفاع برازيلي سابق. كان براغا قائدا للقيادة العسكرية الشرقية وحتى 31 ديسمبر 2018، وكان المتدخل الفيدرالي في الأمن العام لولاية ريو دي جانيرو.

## الخدمة العسكرية
تم تجنيده في 17 فبراير 1975، التحق براغا نيتو بأكاديمية ميليتار داس أغولهاس نيغراس في 14 ديسمبر 1978، تم إعلانه ضابطًا مستجدًا. تمت ترقية براغا إلى ملازم ثاني في 31 أغسطس 1979، وإلى ملازم أول في 25 ديسمبر 1980، وإلى نقيب في 25 ديسمبر 1984.

### الضابط الأعلى رتبة
بصفته مقدمًا عمل براغا نيتو كمساعد للأمانة الفرعية للبرامج والمشروع في أمانة الشؤون الاستراتيجية لرئاسة الجمهورية. في 2 فبراير 2001 تم ترشيحه ضابط مجلس الوزراء لقائد الجيش آنذاك غليوبر فييرا.
في 9 يوليو 2001 تم ترشيح براغا نيتو قائدًا للفوج الأول للسيارات القتالية الذي لا يزال مقره الرئيسي في ريو دي جانيرو. تمت ترقيته إلى رتبة عقيد في 17 ديسمبر 2001.
تم ترشيحه ملحق دفاع وجيش بالسفارة البرازيلية في بولندا، وهو المنصب الذي شغله من 1 فبراير 2005 إلى 1 فبراير 2007.

### ضابط عام
رقي إلى رتبة عميد في نوفمبر 2009، وعين رئيساً لأركان القيادة العسكرية الغربية في 23 نوفمبر. في عام 2011 تم تعيينه ملحقًا عسكريًا للجيش في السفارة البرازيلية في الولايات المتحدة، ومعتمدًا أيضًا في كندا.
في 31 مارس 2013 تمت ترقيته إلى رتبة عامة. في 21 أغسطس تم ترشيحه المنسق العام للاستشارة الخاصة للألعاب الأولمبية وأولمبياد المعاقين ريو 2016. في 25 نوفمبر 2015 أصبح والتر براغا قائد المنطقة العسكرية الأولى.
في 31 يوليو 2016 تمت ترقيته إلى رتبة جنرال وعين قائدًا للقيادة العسكرية الشرقية.
في 16 فبراير 2018 تم ترشيح الجنرال براغا نيتو المتدخل الفيدرالي في الأمن العام في ريو دي جانيرو من قبل الرئيس ميشيل تامر، وهو المنصب الذي شغله حتى نهاية العام. على مدار 10 أشهر تولى براغا نيتو قيادة قوات شرطة ولاية ريو دي جانيرو مع نشر قوات الجيش للاستخدام الداخلي ضد السكان المدنيين. فيما يتعلق بالعام السابق سجلت فترة التدخل زيادة تقارب 40 بالمائة في جرائم القتل التي ارتكبها ضباط الشرطة.
في 29 مارس 2019 تولى منصب رئيس أركان الجيش.

## حكومة بولسونارو
في 12 فبراير 2020 تمت دعوته من قبل الرئيس جايير بولسونارو لمنصب رئيس ديوان الرئاسة. في 31 مارس 2021 بعد الاستقالة المشتركة لقادة الفروع الثلاثة للقوات المسلحة البرازيلية وزير الدفاع وقادة آخرين في الجيش البرازيلي تم تعيين براجا نيتو وزيرًا جديدًا للدفاع.

### جائحة كوفيد 19
في 26 مايو 2020، كشف تقرير صادر عن رويترز أنه مع بدء وزارة الصحة البرازيلية في اتخاذ تدابير وقائية ضد جائحة كوفيد 19 في 13 مارس تدخل بولسونارو وقلص من إجراءاتها في غضون 24 ساعة. بحلول 16 مارس نقل بولسونارو السلطة بتكتم من الوزارة إلى وزارة الدفاع عند براغا نيتو، والسبب المعطى هو أن «الوباء» تجاوز «الصحة العامة».
في أغسطس 2020 تم تشخيص إصابة براجا نيتو بـ كوفيد 19.

## انتخابات 2022 الرئاسية
في 26 يونيو 2022 تم اختياره ليكون نائب الرئيس الحالي جاير بولسونارو في الانتخابات الرئاسية لعام 2022. أعلن عنه بولسونارو خلال مقابلة أجريت مع الصحفيين رودريجو كونستانتينو ولويس إرنستو لاكومب وأوغوستو نونيس وآنا باولا هنكل في برنامج 4 في 4 في عرض مستقل.